# Ladislav Bártík
Ladislav Bártík (28. října 1943 – květen 2010) byl český fotbalista, útočník.

## Fotbalová kariéra
V československé lize hrál za Duklu Praha, SONP Kladno a SU Teplice. Dal 10 ligových gólů. Z ligových Teplic odešel do druholigového Spartaku Ústí nad Labem. Mistr Československa 1964 s Duklou Praha.

## Ligová bilance
| Ročník                                   | Zápasy | Góly | Minuty | Klub        |
| ---------------------------------------- | ------ | ---- | ------ | ----------- |
| 1. československá fotbalová liga 1963/64 | 1      | 0    | 45     | Dukla Praha |
| 1. československá fotbalová liga 1964/65 | 16     | 6    | 1 201  | SONP Kladno |
| 1. československá fotbalová liga 1968/69 | 7      | 3    | 368    | SU Teplice  |
| 1. československá fotbalová liga 1969/70 | 7      | 1    | 340    | SU Teplice  |
| CELKEM                                   | 31     | 10   | 1 954  |             |